# Melody Day
Melody Day (кор.: 멜로디데이) — южнокорейская женская группа, созданная в 2012 году компанией Viewga Entertainment. Группа официально дебютировала со своим отдельным альбомом Another Parting в феврале 2014 года. В состав группы входят: Ёын, Чахи, Еин и Юмин.

## История

### 2012-13: Предебют
В 2012 году Melody Day начали свою карьеру как трио, записав саундтрек к таким дорамам, как: «Свадебная маска», «Алиса из Чонамлона», «Жду тебя», «Моя дочь Соён», «Король Дорам», «Я могу слышать твой голос», «Повелитель солнца». 26 июня 2013 года они выпустили балладный трек «Loving Alone» в рамках одного альбома New Wave Studio Rookie, Vol. 1.

### 2014-16: Дебют сAnother Parting, новая участница Юмин и последующие релизы
Melody Day официально дебютировали с единственным альбомом Another Parting 25 февраля 2014 года с заглавной песней того же названия. В их музыкальном видео участвовали актёры Со Ин Гук и Ван Джи Вон. Дебютный музыкальный спектакль группы состоялся 28 февраля на Music Bank KBS. Позднее в том же году Melody Day выступили на цифровых синглах Чанмина из 2АМ и Ли Чон Хёна из CNBLUE «The Very Last First» 21 мая, а также «To Tell You The Truth» 14 августа соответственно. Они также были задействованы в записи саундтрека к драме «Fated to Love You» с синглом «You’re My Everything», ремейком «Be The One» Джеффа Берната.
В октябре Melody Day представила нового участника, Юмин. Группа выпустила свою первую песню в виде квартета «Listen to My Heart» для драмы «Cantabile Tomorrow». 12 декабря Melody Day выпустили свой первый цифровой сингл «Anxious» с участием Mad Clown.
Второй сингл Melody Day #LoveMe был выпущен 9 июня 2015 года. Четыре месяца спустя, 7 октября, они выпустили свой третий сингл Album Speed Up с клипом на заглавную песню с тем же названием, в главной роли Джинён GOT7. 28 декабря Melody Day выпустили свой второй цифровой сингл «When It Rains» с рэпером VIXX Рави. 1 июля 2016 года Melody Day выпустили свой первый расширенный трек Color и его заглавную песню с таким же названием. В декабре 2016 года Melody Day записали оригинальную песню саундтрека «Beautiful Day» для сетевой драмы «First Seven Kisses».

### 2017:You Seem BusyиKiss on the Lips, участие в шоу «THE UNIT»
Melody Day выпустили свой третий цифровой сингл You Seem Busy с главным рэпером Ильхуном из BtoB, 24 января 2017 года. Песня была выпущена компанией Polar Bear, а её лирика была написана JQ и Ilhoon. 8 февраля Viewga Entertainment объявило, что Melody Day планирует выпустить свой второй мини-альбом Kiss On The Lips и его заглавную песню с таким же названием 15 февраля 2017 года.
В сентябре было объявлено, что 3 участницы группы Melody Day будут участвовать в новом шоу KBS «THE UNIT».
4 ноября вышел новый эпизод шоу «The Unit», в котором конкурсанты продемонстрировали свои подготовленные выступления, чтобы произвести впечатление на судей и зрителей. Melody Day, сказали, что они решили принять участие в шоу, потому что они потеряли внимание общественности во время их длительных перерывов между возвращениями. Затем девушки выступили с кавером на песню «Twinkle» от TaeTiSeo. Благодаря своей фантазии и отличным навыкам пения, они получили более 90% голосов от зрителей, что позволило им получить «super boot», и автоматически пройти в следующий этап.

### 2018:Restlessи расформирование
6 апреля 2018 года было объявлено, что Еин из Melody Day станет диджеем армейского радио-шоу «Biscuit and Star Candy». В первом выпуске, который вышел 9 апреля, в качестве гостей появились все участницы группы - Ёын, Чахи и Юмин.
29 июня 2018 года Melody Day выпустили 4-й цифровой сингл-альбом «Restless», в который вошли две композиции - одноимённая «Restless» и «Pat Pat».

## Участники
- Ёын (кор.: 여은), настоящее имя: Чон Джи Ён (кор.: 정지은) родилась 25 января 1990 г.
- Юмин (кор.: 유민), настоящее имя: На Ю Мин (кор.: 나유민) родилась 29 августа 1993 г.
- Еин (кор.: 예인), настоящее имя: Ан Е Ин (кор.: 안예인) родилась 4 мая 1995 г.
- Чахи (кор.: 차희), настоящее имя Пак Со Ён (кор.: 박수영) родилась 24 мая 1996 г.

## Дискография

### Мини-альбомы
| Название         | Детали альбома                                                                                               | Позиции в чартах | Продажи     |
| Название         | Детали альбома                                                                                               | KOR              | Продажи     |
| ---------------- | --- | ---------------- | ----------- |
| Color            | - Выпущен: 1 июля 2016 - Лейбл: Viewga Entertainment, LOEN Entertainment - Формат: CD, digital download      | 24               | - KOR: 858+ |
| Kiss on the Lips | - Выпущен: 15 февраля 2017 - Лейбл: Cre.Ker Entertainment, LOEN Entertainment - Формат: CD, digital download | 22               | - KOR: 793+ |

### Сингл альбомы
| Another Parting | - Выпущен: 25 февраля 2014 - Лейбл: Viewga Entertainment, LOEN Entertainment - Формат: CD, digital download          | 30 |             |
| #LoveMe         | - Выпущен: 9 июня 2015 - Лейбл: Viewga Entertainment, Collabodadi, LOEN Entertainment - Формат: CD, digital download | 14 | - KOR: 987+ |
| Speed Up        | - Выпущен: 7 октября 2015 - Лейбл: Viewga Entertainment, LOEN Entertainment - Формат: CD, digital download           | 18 | - KOR: 980+ |

### Синглы
| Название                              | Год  | Позиции в чартах | Продажи        | Альбом                         |
| Название                              | Год  | KOR              | Продажи        | Альбом                         |
| ------------------------------------- | ---- | ---------------- | -------------- | ------------------------------ |
| «Love Alone» (혼자하는 사랑)          | 2013 | 87               |                | New Wave Studio Rookie, Vol. 1 |
| «Another Parting»                     | 2014 | —                |                | Another Parting                |
| «Anxious» feat. Mad Clown             | 2014 | 33               | - KOR: 78107+  | #LoveMe                        |
| «#LoveMe»                             | 2015 | —                | - KOR: 17359+  | #LoveMe                        |
| «Speed Up»                            | 2015 | —                |                | Speed Up                       |
| «When It Rains» (feat. VIXX's Ravi)   | 2015 | 41               | - KOR: 40,112+ | Color                          |
| «Color» (깔로)                        | 2016 | —                | - KOR: 8798+   | Color                          |
| «You Seem Busy» (feat. BtoB's Ilhoon) | 2017 | —                | - KOR: 14740+  | Kiss On The Lips               |
| «Kiss On The Lips»                    | 2017 | —                | —              | Kiss On The Lips               |

### Саундтреки
| Год  | Название                      | Участник   | Альбом                      |
| ---- | ----------------------------- | ---------- | --------------------------- |
| 2012 | «That One Word»               | Melody Day | Bridal Mask OST             |
| 2012 | «Stop Hurting»                | Melody Day | Cheongdam-dong Alice OST    |
| 2012 | «Magic Castle»                | Melody Day | Missing You OST             |
| 2012 | «The Way To Say I Love You»   | Melody Day | Golden Time OST             |
| 2012 | «Like Back Then»              | Melody Day | My Daughter Seo-young OST   |
| 2012 | «All Looks Like You»          | Melody Day | The King of Dramas OST      |
| 2013 | «Sweetly Lalala»              | Melody Day | I Can Hear Your Voice OST   |
| 2013 | «All About»                   | Melody Day | Master's Sun OST            |
| 2013 | «Only Me»                     | Еын        | Marry Him If You Dare OST   |
| 2013 | «I Have a Person That I Love» | Melody Day | Pretty Man OST              |
| 2013 | «Can You Feel Me»             | Melody Day | Medical Top Team OST        |
| 2013 | «What To Do»                  | Melody Day | 7th Grade Civil Servant OST |
| 2014 | «I’ll Be Waiting»             | Melody Day | Hotel King OST              |
| 2014 | «You’re My Everything»        | Melody Day | Fated to Love You OST       |
| 2014 | «Listen to My Heart»          | Melody Day | Cantabile Tomorrow OST      |
| 2014 | «I Can’t»                     | Чахи       | Cantabile Tomorrow OST      |
| 2015 | «Love»                        | Еын        | Queen’s Flower OST          |
| 2015 | «Whatever»                    | Еин        | You Will Love Me OST        |
| 2016 | «Let’s Forget It»             | Еын        | Reply 1988 OST              |
| 2016 | «Without You»                 | Еын (с N)  | W OST                       |
| 2016 | «Beautiful Day»               | Melody Day | First Seven Kisses OST      |
| 2017 | «The Song Of The Star»        | Melody Day | Saimdang, Light's Diary OST |

### Сотрудничество
| Год  | Песня                   | Участник  | Артист                 |
| ---- | ----------------------- | --------- | ---------------------- |
| 2013 | «I Don’t Know Women»    | MelodyDay | Boom                   |
| 2014 | «The Very Last First»   | MelodyDay | 2AM’s Changmin         |
| 2014 | «To Tell You the Truth» | MelodyDay | CNBLUE’s Lee Jong-hyun |
| 2015 | «Come To Me»            | Еын       | Wheesung               |
| 2016 | «Walkak»                | Еын       | Baechigi               |

## Видеография

### Музыкальные видеоклипы
| Год  | Название               | Заметки                  | Официальное видео |
| ---- | ---------------------- | ------------------------ | ----------------- |
| 2013 | «All About»            | Master's Sun OST         | YouTube           |
| 2014 | «Another Parting»      |                          | YouTube           |
| 2014 | «The Very Last First»  | Вместе с Чанмином из 2АМ | YouTube           |
| 2014 | «You’re My Everything» | Fated to Love You OST    | YouTube           |
| 2014 | «Listen to My Heart»   | Cantabile Tomorrow OST   | YouTube           |
| 2014 | «Anxious»              | Вместе с Mad Clown       | YouTube           |
| 2015 | «#LoveMe»              |                          | YouTube           |
| 2015 | «Speed Up»             |                          | YouTube           |
| 2015 | «When It Rains»        | С Рави из VIXX           | YouTube           |
| 2016 | «Color»                |                          | YouTube           |
| 2017 | «You Seem Busy»        | С Ильхуном из BTOB       | YouTube           |
| 2017 | «Kiss On the Lips»     |                          | YouTube           |
| 2018 | «Restless»             |                          | YouTube           |

### Участие в музыкальных видеоклипах
| Год  | Участник | Название песни     | Артист         |
| ---- | -------- | ------------------ | -------------- |
| 2014 | Юмин     | Falling In Love    | Zia            |
| 2014 | Юмин     | Always Be With You | Yoon Hyun-sang |
| 2016 | Еюн      | Walkak             | Baechigi       |

## Фильмография

### Телевидение
| Год  | Название                         | Канал | Участник | Заметки   |
| ---- | -------------------------------- | ----- | -------- | --------- |
| 2014 | King of High School Life Conduct | tvN   | Еин      | Ли Бит На |

## Награды и номинации
| Год  | Награда                          | Категория                    | Реципиент         | Результат    |
| ---- | -------------------------------- | ---------------------------- | ----------------- | ------------ |
| 2013 | Seoul International Drama Awards | Outstanding Korean Drama OST | «Like Back Then»  | Номинированы |
| 2014 | MelOn Music Awards               | Best M/V                     | «Another Parting» | Выиграли     |